# 纪念公会堂旧址
纪念公会堂旧址，位于中国吉林省长春市宽城区南广街道长江路581号（原新京特别市吉野町三丁目七番地与东二条通交汇处西北角）。满洲国时期，该建筑曾作为新京较大的公众集会场所使用，同时也兼具了电影放映及戏剧演出场所的功能。

## 历史
1922年，日本人为纪念大正天皇登基十周年，在今纪念公会堂旧址位置建成了御大典纪念馆。该建筑整体规模较小，地上共二层。建筑中部立面建有二层高的六根圆柱，并在入口处铺设环形车道；屋顶呈四坡状，建有装饰性的老虎窗。二十世纪三十年代初期，该建筑曾作为“长春商品陈列所”，长期举办各种展览。
1939年8月末，御大典纪念馆失火烧毁，新京特别市公署决定对其进行重新翻建，并改称纪念公会堂。纪念公会堂主楼于1939年9月动工，1940年6月竣工，由中山克己进行设计，整个工程耗资约1169000元，建筑面积达5185.95平方米，相较于御大典纪念馆扩大了许多。其墙体用土黄色面砖贴面，屋顶覆以绿色琉璃瓦。公会堂附属建筑（讲堂与食堂）位于主楼的北侧，于1940年6月开始施工，1941年9月竣工，建筑面积共3795.30平方米。讲堂配备有约1000个观众座席，舞台中间有人力旋转的台面。
1945年日本战败投降后，苏军将纪念公会堂改名为“斯大林格勒电影院”。1946年，国民政府又将其更名为“中山纪念堂”。当年1月23日，宋美龄在蒋经国和时任长春市长赵君迈的陪同下在此发表演讲，慰问苏联红军。1948年，该建筑作为“东北电影院”使用，1954年更名为“吉林人民艺术剧场”，1957年改称“长春人民艺术剧场”，并沿用至今。
自1948年以来，该建筑先后由中国影片经理公司长春办事处、长春市文艺工作团、长春市话剧团、长春话剧院使用。2008年，长春市政府对其进行了复原改造。2009年，纪念公会堂旧址被定为长春市文物保护单位。2024年2月4日，旧址升级为第八批吉林省文物保护单位。